# Granata (colore)

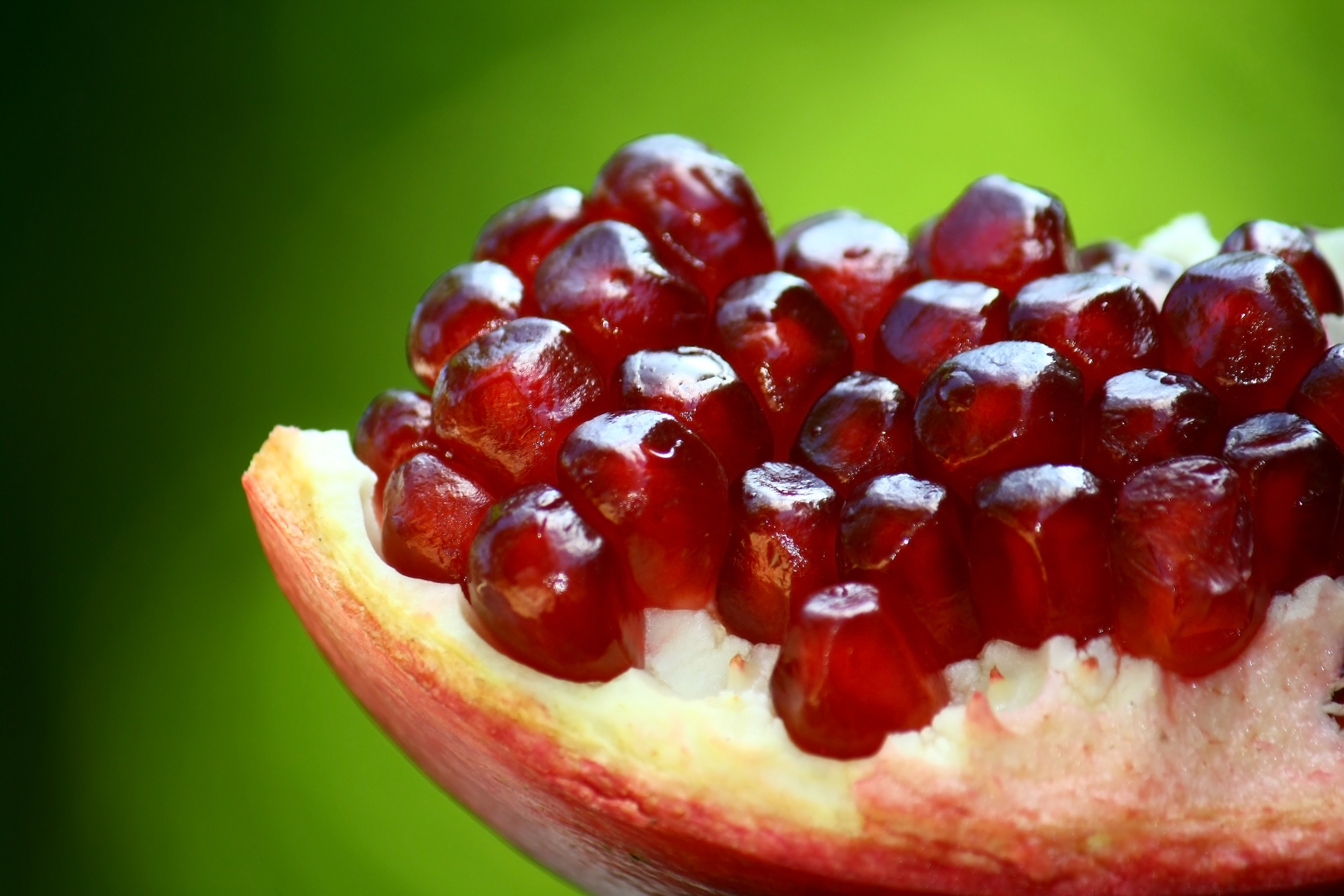
Il rosso granata trae il nome dal colore degli arilli della melagrana

Il granata  (o rosso granata) è un colore che, all'aspetto, pare un rosso scuro, molto vicino al bordeaux e all'amaranto. È così chiamato perché gli arilli della melagrana o granata (il cui nome significa mela piena di grani) sono di quel colore.

## Nella cultura di massa
È adottato nel calcio da molte squadre, su tutte il Torino. Altre squadre italiane che hanno adottato il granata sono: la Salernitana, la Reggiana, il Cittadella, il Trapani, l'Acireale, il Fano, il Parabiago, la Sianese, il Tenet, il Pontedera, il Portogruaro, l'Olympia Agnonese, l'Empedoclina, il Casteltermini, il Noto, il Vada Calcio, il San Giorgio 1926, l'Ercolanese, l'Acerrana, l'Unione Sportiva Adriese 1906, il Cannigione 1980 e, in ambito internazionale lo Sheffield FC (la prima squadra calcistica della storia moderna del calcio), lo Sparta Praga, il Metz, gli svizzeri del Bellinzona e del Servette, l'Hearts, il Clube Atlético Juventus e, alternato al blu, il Barcellona ed il Basilea. 
Il Bitetto, la Puteolana 1902, l'Union Clodia Sottomarina e il San Felice Aversa Normanna adottarono questo colore in segno di rispetto dopo la tragedia di Superga che colpì il Grande Torino, così come fece allora anche una celebre società argentina, il River Plate, seguito dal portoghese Benfica che lo adottò come colore della seconda maglia (degradata poi verso il rosso), e dal peruviano Atlético Torino di Talara. Il Siracusa, la cui prima maglia è stata sempre azzurra, ha giocato la finale di Coppa Italia Semiprofessionisti 1978-79 eccezionalmente con maglia e calzettoni granata, molto probabilmente anch'esso per omaggiare il Grande Torino.
Assieme al color oro, il granata è il colore ufficiale delle squadre di basket della Reyer Venezia, e della squadra di pallavolo 4 Torri Ferrara.